# IC 1132
IC 1132 est une galaxie spirale située dans la constellation du Serpent. Sa vitesse par rapport au fond diffus cosmologique est de 4 646 ± 8 km/s, ce qui correspond à une distance de Hubble de 68,5 ± 4,8 Mpc (∼223 millions d'al). IC 1132 a été découvert par l'astronome américain Truman Safford en 1866.
La classe de luminosité de IC 1132 est III et elle présente une large raie HI.

## Supernova
La supernova SN 2022prv a été découverte dans IC 1132 le 27 juillet 2022 par le programme YSE (Young Supernova Experiment), en lien avec le programme de relevé astronomique Pan-STARSS. D'une magnitude apparente de 18,7 au moment de sa découverte, elle était de type II.

## Groupe de NGC 6052
Selon A. M. Garcia, IC 1132 fait partie du groupe de NGC 6052. Ce groupe comprend au moins 13 membres. Les autres galaxies du groupe sont NGC 5975, NGC 6008, NGC 6020, NGC 6030, NGC 6032, NGC 6052, NGC 6060, NGC 6073, CGCG 137-37, UGC 10127, UGC 10197 et UGC 10211.
Les galaxies du groupe de NGC 6052 font partie du superamas d'Hercule.